# Loretta Doyle
Loretta Doyle (12 de julio de 1963) es una deportista británica que compitió en judo. Ganó dos medallas en el Campeonato Mundial de Judo en los años 1980 y 1982, y siete medallas en el Campeonato Europeo de Judo entre los años 1980 y 1992.

## Palmarés internacional
| Campeonato Mundial | Campeonato Mundial          | Campeonato Mundial | Campeonato Mundial |
| Año                | Lugar                       | Medalla            | Categoría          |
| ------------------ | --------------------------- | ------------------ | ------------------ |
| 1980               | Nueva York (Estados Unidos) | Medalla de bronce  | –56 kg             |
| 1982               | París (Francia)             | Medalla de oro     | –52 kg             |
| Campeonato Europeo |                             |                    |                    |
| Año                | Lugar                       | Medalla            | Categoría          |
| 1980               | Údine (Italia)              | Medalla de bronce  | –56 kg             |
| 1981               | Madrid (España)             | Medalla de plata   | –52 kg             |
| 1982               | Oslo (Noruega)              | Medalla de plata   | –52 kg             |
| 1983               | Génova (Italia)             | Medalla de oro     | –52 kg             |
| 1986               | Londres (Reino Unido)       | Medalla de bronce  | –52 kg             |
| 1991               | Praga (Checoslovaquia)      | Medalla de plata   | –52 kg             |
| 1992               | París (Francia)             | Medalla de oro     | –52 kg             |